# AIFF
AIFF (eng. Audio Interchange File Format), zvučni datotečni sadržajni format skoro uvijek rabljen za negubitne, nesažimajuće, PCM zvukove. Format je u Appleovom "velikokrajnom" (Big-endian) bajtovskom slijedu.